# 明珠檔案

《明珠檔案》舊開場畫面

《明珠檔案》（英語：The Pearl Report）是香港電視廣播有限公司新聞及資訊部公共事務科製作的新聞時事節目，於明珠台播出。節目主要討論香港時事熱話，但也關注國際時事和局勢發展包括政治、社會、醫療、教育、人權、經濟及體育等等。
2012年11月5日起，節目改以高清製作。2018年5月18日，節目組宣佈將於5月21日播放最後一集全新製作的專題報道，並以5集節目回顧過去30年所製作的專題報道。此節目在2018年6月25日播出最後一集，並由《明珠雜誌》取代下週同時段節目。

## 內容
《明珠檔案》的節目時表約30分鐘，並分為兩節。大部份的議題會覆蓋兩節時間，但部份只佔一節。林達瑩是節目固定主持人（直至2018年2月5日最後一次主持節目後正式榮休，並由林國基頂替至節目停播為止），也是節目的高級監製。她會在節目開始及第二節開始時出現引伸節目內容。節目內容由其他記者進行報道及討論。在節目最後，她也會再次出現會觀眾說再見、祝願以及介紹節目重播時間（而在林國基接替後，完結部分不再提及重播時間及祝願）。部份內容與《星期日/二檔案》及《新聞透視》相同。

## 播映時間
首播
- 星期一20:00-20:30

重播
- 星期二03:50-04:15、18:05-18:35、星期六11:25-11:50

## 製作人/記者
- Diana Lin（林達瑩）
- Chris Lincoln（林國基）
- Naomi Kwok（郭安敏）
- Lorraine Hahn
- Renato Reyes
- Rainbow Ngai（倪穎妍）
- Sebastian Chau
- Cheung Wai-man
- Yung Chun-fai（翁振輝）
- James Aitken

## 得獎
《明珠檔案》得到下列獎項：
- The New York TV and Film Festival Award
- RTNA Edward Murrow: Asia Television Award

## 外部連結
- 無綫電視官方網站 - 明珠檔案（页面存档备份，存于）／明珠檔案重溫（页面存档备份，存于）
- Storm Riders